# Colonie pénitentiaire du Luc
Pour les articles homonymes, voir Colonie pénitentiaire.
La colonie pénitentiaire du Luc ou colonie pénitentiaire et agricole du Luc est une institution française de redressement de l'enfance irrégulière en exercice de 1856 à 1929.
Relevant de l'Administration pénitentiaire jusqu'en 1904, elle devient ensuite une école professionnelle pour les pupilles difficiles de l'Assistance Publique. Elle est située au lieu-dit Le Luc, sur la commune de Campestre-et-Luc, dans l'ouest du département du Gard.

## Histoire

### Une colonie isolée
La colonie pénitentiaire privée du Luc est créée en 1856. Comme les autres colonies pénitentiaires, elle naît en application de la loi du 5 août 1850,. Cette loi a pour but de sortir les mineurs délinquants des prisons et de les regrouper pour les éduquer par le travail agricole. Elle s'appuie sur un discours de moralisation des enfants,.
Cette colonie pénitentiaire est installée au Luc, un lieu isolé sur la commune de Campestre-et-Luc aux confins du plateau du Larzac et des Cévennes. Elle est dirigée par son propriétaire et fondateur, Pierre Hippolyte Marquès du Luc. Ce dernier possède Le Luc par héritage familial. Le domaine couvre 1 200 hectares, essentiellement des pâturages et des terrains incultes. Pierre Hippolyte Marquès du Luc est conseiller à la cour d'appel de Nîmes et conseiller général du Gard. Il cherche à s'inspirer de la colonie agricole et pénitentiaire de Mettray,, dans un esprit philanthropique. Aux débuts de la colonie, y travaillent également un aumônier, un médecin, un instituteur régisseur, un chef d'agriculture et deux gardiens. Ils encadrent une cinquantaine de jeunes colons, qui défrichent et dépierrent le terrain, labourent les champs et ouvrent un chemin dans le domaine.
En 1872, la cour d'appel de Nîmes, dans sa réponse à l'enquête parlementaire sur le régime des établissements pénitentiaires, consacre quelques pages à la colonie pénitentiaire du Luc. Elle décrit une situation morale et matérielle catastrophique qui conduit à envisager la fermeture de l'établissement, avant son redressement à partir de 1869, suivant les directives de Charles Lucas. En effet, en 1869, le directeur demande de l'aide à Charles Lucas, criminaliste et inspecteur général des prisons, qui impulse en France le développement des colonies pénitentiaires. En 1871, malade, Pierre Hippolyte Marquès du Luc abandonne la direction de l'établissement à son fils ou neveu Hippolyte,. Le directeur semble avoir peu d'autorité sur le personnel, recruté localement.
La colonie est constituée d'un bâtiment imposant d'une centaine de mètres de long, avec une vaste porte voûtée. La grande cour intérieure est bordée par les bureaux, la chapelle, les magasins des outils, le réfectoire et sa cuisine, six cellules et l'infirmerie. Deux autres cours mènent aux dortoirs, où les colons sont répartis par classe d'âge. La colonie comporte aussi un potager, une bergerie, une porcherie, une forge, une laiterie pour transformer le lait en fromage. Le cheptel ovin et caprin comprend près de 900 bêtes. Dans les années 1880, pendant quelques années, les fromages sont affinés dans un aven situé sur la propriété, l'aven de Saint-Ferréol.

La colonie pénitentiaire du Luc en 1895
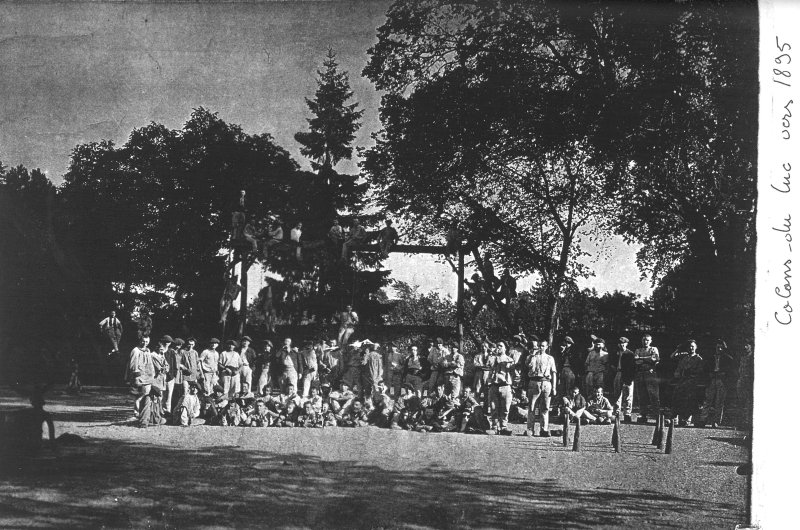
Colons.
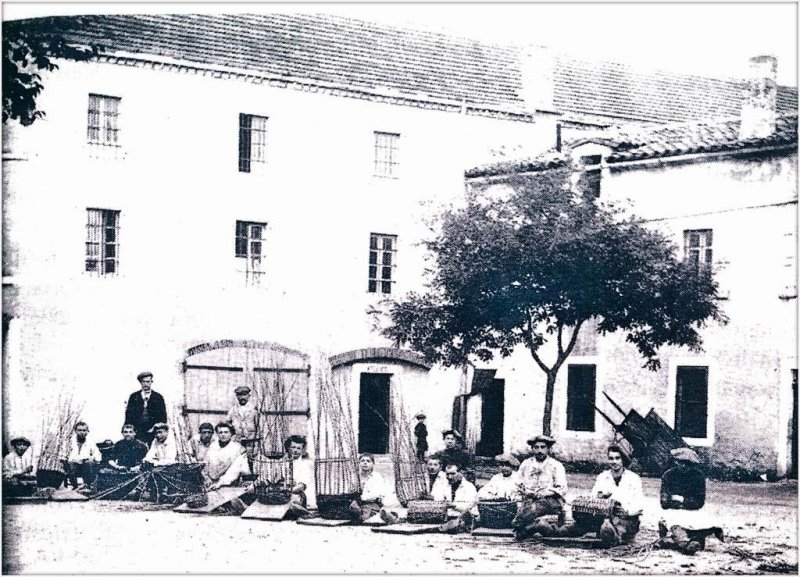
Atelier de vannerie.
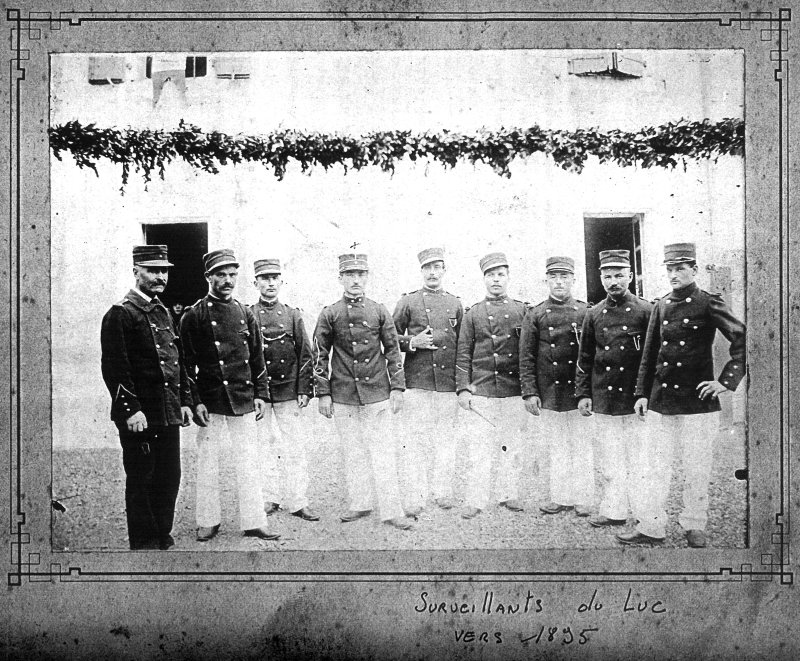
Les gardiens.

### Des conditions de vie déplorables
Les colons sont réveillés à 5 h du matin en été, 6 h en hiver. Toute la journée, ils vont en classe ou travaillent et se couchent à 21 h. Ils n'ont classe que 2 heures par jour et travaillent le reste du temps. Il semble que seuls 40% d'entre eux reçoivent un enseignement scolaire. La colonie produit l'essentiel de la nourriture consommée et le fromage est omniprésent dans l'alimentation.

Selon les normes de la fin du XIXe siècle, la colonie pénitentiaire du Luc apparaît comme un établissement modèle. D'après les sensibilités du début du XXIe siècle, les conditions de travail et de logement dessinent « un véritable enfer » pour les mineurs délinquants qui y étaient enfermés. Le personnel est mal formé et la dotation de l'État ne cesse de diminuer. Les enfants les plus jeunes sont employés à des menus travaux, comme le hachage des branches de buis pour les litières des animaux décrit par l'ancien colon Lucien Bossy dans son livre L'enfance dans les fers, un des rares témoignages publiés : 

« toute la journée, durant l'hiver, c'était le même travail avec, de temps en temps, un bout de doigt coupé. nos pauvres petites mains étaient couvertes d'engelures. Le tas de buis était en plein air, la neige et le givre nous faisaient cruellement souffrir. Mais il fallait bien que le travail se fasse ! Il fallait bien aussi gagner le coût de notre entretien, pas vrai ? »

Selon les périodes, la colonie pénitentiaire est sous la surveillance d'une commission spéciale composée du sous-préfet, du président honoraire du tribunal et de l'évêque du diocèse. Le 13 juillet 1886, le sous-préfet annonce à ses supérieurs l'arrestation de l'instituteur, Jean Brousse, accusé de se livrer à « actes obscènes » sur les colons. Il inspecte ensuite la colonie avec deux magistrats. Dans leur rapport, ils dénoncent l'incompétence des gardiens et la promiscuité. En 1897, les garçons détenus sont plus de 280, âgés de 5 ans à 20 ans.
L'absence d'hygiène est patente et favorise la contagion épidémique. Au milieu de chaque dortoir, un grand bac ouvert sert de toilettes collectives. Les colons n'ont accès qu'à une douche par mois. Les jeunes colons sont régulièrement humiliés et insultés pendant leur journée de travail, menée dans le rude climat des causses, très froid l'hiver et sans arbre pour s'abriter l'été. Quand ils désobéissent, ils sont punis par de longues heures au piquet, l'enfermement dans une cellule pendant des jours, ou le pain sec. Les évasions échouent souvent, parce que leur uniforme les rend reconnaissables et que la population reçoit une prime pour leur capture. À l'intérieur des bâtiments, les murs comportent de nombreux graffitis gravés par les colons qui se plaignent de leurs conditions de vie.

Évasions, incendie volontaire et violences à la colonie pénitentiaire du Luc
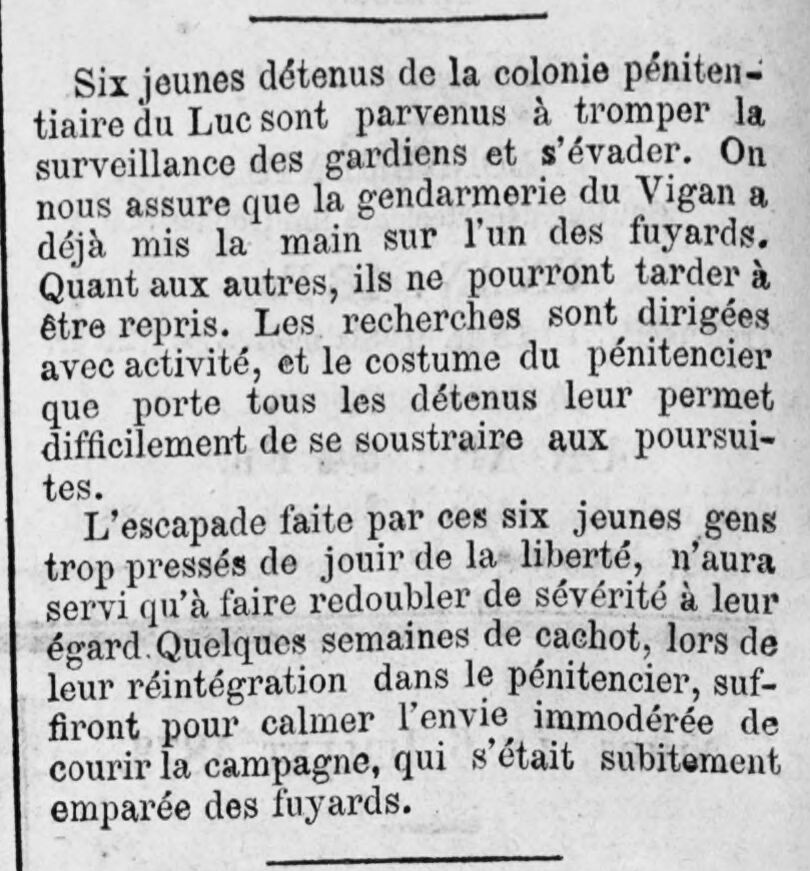
Évasion, Le Midi, 7 juillet 1873.
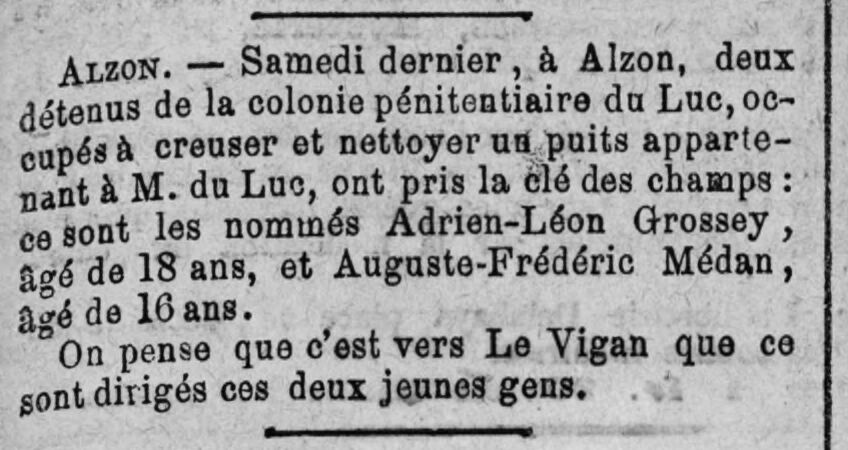
Évasion, Le Midi, 28 mai 1877.
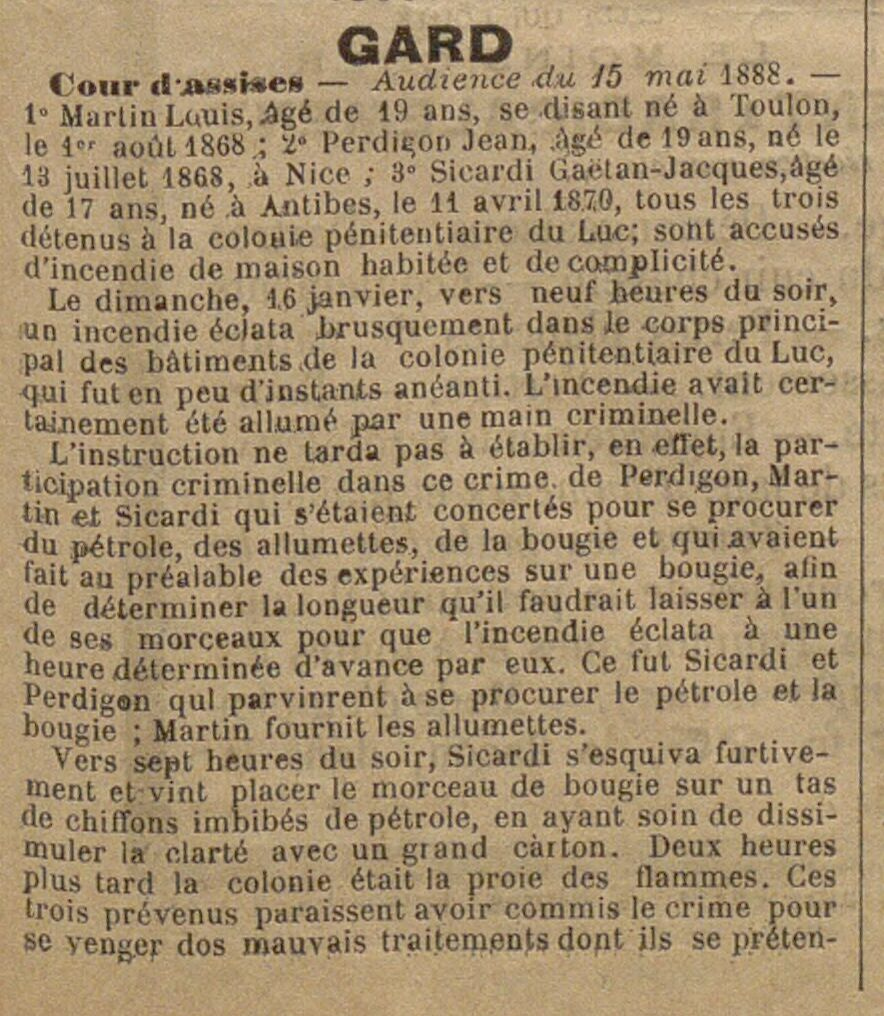
Incendie volontaire, Le Journal du Midi, 16 mai 1888.
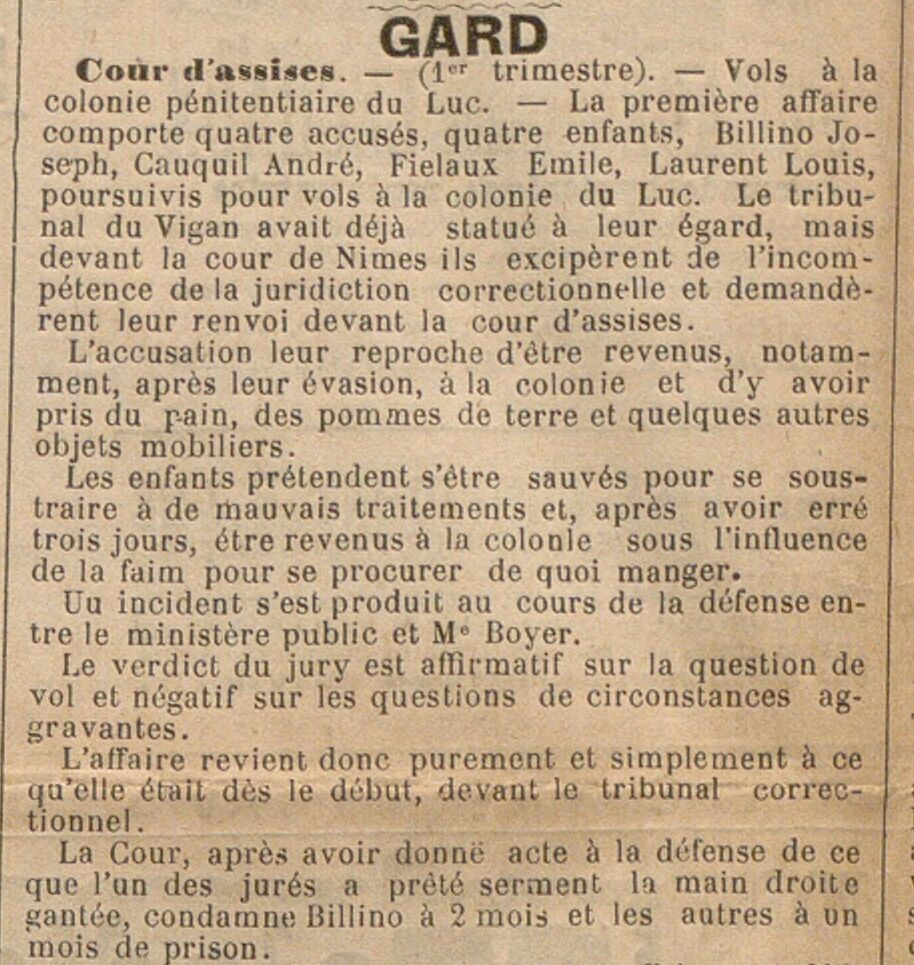
Évasion et vol de nourriture, Le Journal du Midi, 12 février 1889.
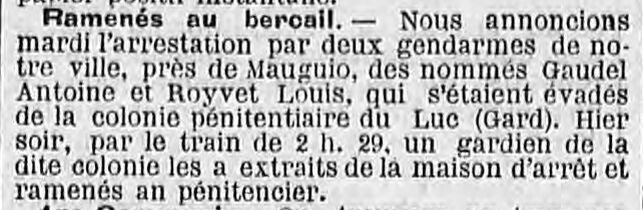
Retour à la colonie pénitentiaire après une évasion, Le Petit Méridional, 18 mai 1893.
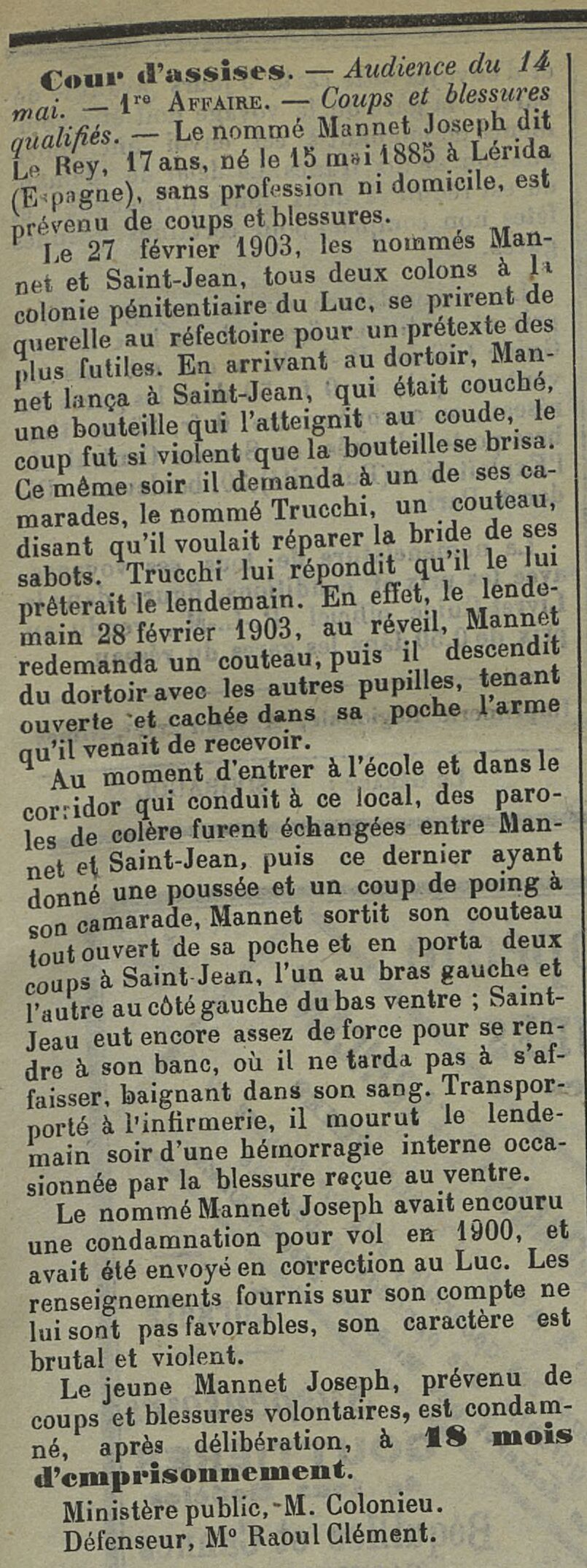
Coups et blessures, Le Journal du Midi, 15 mai 1903.

En 1904, la colonie pénitentiaire est transformée en école professionnelle agricole pour les enfants de l'Assistance publique,. Elle accueille pendant peu de temps des jeunes filles, puis des jeunes garçons jusqu'à sa fermeture en 1929,. La transformation en école ne semble pas améliorer les conditions de vie des pensionnaires.

#### Documents
- Enquête parlementaire sur le régime des établissements pénitentiaires, annexe au procès-verbal de la séance du 18 mars 1873, Paris, Imprimerie nationale, 1873 (lire en ligne), p. 402-410.
- Lucien Bossy, L'enfance dans les fers, Paris, Librairie critique, 1938, 252 p.

#### Études
- Philippe Artières, Le peuple du Larzac : Une histoire de crânes, sorcières, croisés, paysans, prisonniers, soldats, ouvrières, militants, touristes et brebis..., Paris, La Découverte, coll. « La Découverte Poche/Sciences humaines et sociales » (no 594), 2024, 2e éd. (1re éd. 2021), 289 p. (ISBN 9782348083877, lire en ligne).
- Jacques Bourquin, « Enfants en justice - Le Luc (1856-1929) », sur Enfants en justice (consulté le 6 octobre 2024).
- Adrienne Durand-Tullou, « À propos du « bagne » du Luc », Causses et Cévennes, vol. 101, no 3,‎ 1996, p. 261-265 (lire en ligne).
- Geoffroy Lacotte, La colonie pénitentiaire et agricole du Luc, Montreuil, Éditions du Papyrus, 1992, 144 p. (ISBN 9782876030282).
- Delphine Rabiller, La Colonie agricole du Luc dans le Gard : Un dessein philanthropique à l'épreuve de la réalité politico-administrative (1856-1929) (Mémoire de Master 1 d'histoire), Toulouse, Université Toulouse-Jean-Jaurès, 2023.
- Michel Veyret, « Les graffitis de la colonie pénitentiaire et agricole du Luc (Campestre-et-Luc, Gard) », sur Criminocorpus, 18 octobre 2016 (consulté le 6 octobre 2024).